# فالکنیس
فالکنیس (به لاتین: Falknis) یک کوه در سوئیس است که در کانتون گراوبوندن واقع شده‌است. فالکنیس ۲٬۵۶۲ متر بالاتر از سطح دریا واقع شده‌است.